# Arctesthes regilla
Arctesthes regilla là một loài bướm đêm trong họ Geometridae.